# Coppa del Brasile 1992
La Coppa del Brasile 1992 (ufficialmente in portoghese Copa do Brasil 1992) è stata la 4ª edizione della Coppa del Brasile.

## Formula
Partite a eliminazione diretta con gare di andata e ritorno. In caso di pareggio nei tempi regolamentari, passa la squadra che ha realizzato il maggior numero di gol fuori casa. Nel caso non sia possibile determinare un vincitore con la regola dei gol fuori casa, sono previsti i tiri di rigore.

## Partecipanti
| Stato               | Squadra (Città)                     | Motivo qualificazione                                       |
| ------------------- | ----------------------------------- | ----------------------------------------------------------- |
| Acre                | Atlético Acreano (Rio Branco)       | Vincitore del Campionato Acreano 1991                       |
| Alagoas             | CSA (Maceió)                        | Vincitore del Campionato Alagoano 1991                      |
| Amapá               | Amapá (Macapá)                      | Squadra indicata dalla Federazione calcistica Amapaense     |
| Amazonas            | Nacional-AM (Manaus)                | Vincitore del Campionato Amazonense 1991                    |
| Bahia               | Bahia (Salvador)                    | Vincitore del Campionato Baiano 1991                        |
| Ceará               | Fortaleza (Fortaleza)               | Vincitore del Campionato Cearense 1991                      |
| Distretto Federale  | Taguatinga (Taguatinga)             | Vincitore del Campionato Brasiliense 1991                   |
| Espírito Santo      | Muniz Freire (Muniz Freire)         | Vincitore del Campionato Capixaba 1991                      |
| Goiás               | Goiás (Goiânia)                     | Vincitore del Campionato Goiano 1991                        |
| Maranhão            | Sampaio Corrêa (São Luís)           | Vincitore del Campionato Maranhense 1991                    |
| Mato Grosso         | Juventude-MT (Primavera do Leste)   | Squadra indicata dalla Federazione calcistica Matogrossense |
| Mato Grosso do Sul  | Operário-MS (Campo Grande)          | Vincitore del Campionato Sul-Matogrossense 1991             |
| Minas Gerais        | Atlético Mineiro (Belo Horizonte)   | Vincitore del Campionato Mineiro 1991                       |
| Minas Gerais        | Democrata-GV (Governador Valadares) | 2° nel Campionato Mineiro 1991                              |
| Pará                | Remo (Belém)                        | Vincitore del Campionato Paraense 1991                      |
| Pará                | Tuna Luso (Belém)                   | 2° nel Campionato Paraense 1991                             |
| Paraíba             | Campinense (Campina Grande)         | Vincitore del Campionato Paraibano 1991                     |
| Paraná              | Paraná (Curitiba)                   | Vincitore del Campionato Paranaense 1991                    |
| Paraná              | Athl. Paranaense (Curitiba)         | 2° nel Campionato Paranaense 1991                           |
| Pernambuco          | Sport Recife (Recife)               | Vincitore del Campionato Pernambucano 1991                  |
| Pernambuco          | Náutico (Recife)                    | 2° nel Campionato Pernambucano 1991                         |
| Piauí               | Picos (Picos)                       | Vincitore del Campionato Piauiense 1991                     |
| Rio de Janeiro      | Fluminense (Rio de Janeiro)         | Vincitore del Campionato Carioca 1991                       |
| Rio de Janeiro      | Vasco da Gama (Rio de Janeiro)      | Squadra indicata dalla Federazione calcistica Carioca       |
| Rio Grande do Norte | América-RN (Natal)                  | Vincitore del Campionato Potiguar 1991                      |
| Rio Grande do Sul   | Internacional (Porto Alegre)        | Vincitore del Campionato Gaúcho 1991                        |
| Rio Grande do Sul   | Grêmio (Porto Alegre)               | 2° nel Campionato Gaúcho 1991                               |
| Rondônia            | Ji-Paraná (Ji-Paraná)               | Vincitore del Campionato Rondoniense 1991                   |
| San Paolo           | Corinthians (San Paolo)             | 2° nel Campionato Paulista 1991                             |
| San Paolo           | Palmeiras (San Paolo)               | 3° nel Campionato Paulista 1991                             |
| Santa Catarina      | Criciúma (Criciúma)                 | Vincitore del Campionato Catarinense 1991                   |
| Sergipe             | Sergipe (Aracaju)                   | Vincitore del Campionato Sergipano 1991                     |

## Risultati

### Sedicesimi di finale
Andata 7, 14, 15, 21 e 28 luglio 1992, ritorno 21, 28 luglio, 4, 11, 18 e 25 agosto 1992.
| Squadra 1        | Totale      | Squadra 2        | Andata | Ritorno |
| ---------------- | ----------- | ---------------- | ------ | ------- |
| Picos            | 3-6         | Fluminense       | 2-4    | 1-2     |
| Tuna Luso        | 2-5         | CSA              | 2-1    | 0-4     |
| Amapá            | 0-3         | Sport Recife     | 0-0    | 0-3     |
| Atlético Acreano | 0-3         | Atlético Mineiro | 0-1    | 0-2     |
| Muniz Freire     | 1-8         | Internacional    | 1-3    | 0-5     |
| Corinthians      | 6-0         | América-RN       | 3-0    | 3-0     |
| Sampaio Corrêa   | 0-5         | Palmeiras        | 0-1    | 0-4     |
| Fortaleza        | 1-1 5-3 dcr | Taguatinga       | 1-0    | 0-1     |
| Sergipe          | 3-2         | Náutico          | 1-2    | 2-0     |
| Juventude-MT     | 1-8         | Criciúma         | 0-5    | 1-3     |
| Ji-Paraná        | 1-8         | Grêmio           | 0-4    | 1-4     |
| Campinense       | 1-1 gfc     | Bahia            | 1-1    | 0-0     |
| Nacional-AM      | 1-6         | Vasco da Gama    | 1-1    | 0-5     |
| Democrata-GV     | 2-3         | Paraná           | 1-1    | 1-2     |
| Goiás            | 0-1         | Remo             | 0-0    | 0-1     |
| Operário-MS      | 1-6         | Athl. Paranaense | 1-3    | 0-3     |

### Ottavi di finale
Andata 1, 4, 8, 12, 15, 18 settembre, 6 e 9 ottobre 1992, ritorno 22, 25, 29 settembre, 2, 13, 16, 20 e 23 ottobre 1992.
| Squadra 1        | Totale  | Squadra 2     | Andata | Ritorno |
| ---------------- | ------- | ------------- | ------ | ------- |
| Fortaleza        | 0-4     | Sport Recife  | 0-0    | 0-4     |
| Sergipe          | 2-3     | Fluminense    | 0-1    | 2-2     |
| Athl. Paranaense | 2-1     | Bahia         | 0-0    | 2-1     |
| CSA              | 4-3     | Vasco da Gama | 3-3    | 1-0     |
| Remo             | 1-5     | Palmeiras     | 0-0    | 1-5     |
| Grêmio           | gfc 2-2 | Paraná        | 0-1    | 2-1     |
| Atlético Mineiro | 3-3 gfc | Criciúma      | 3-2    | 0-1     |
| Corinthians      | 0-4     | Internacional | 0-4    | 0-0     |

### Quarti di finale
Andata 28, 30 ottobre, 3 e 6 novembre 1992, ritorno 10, 13, 17 e 20 novembre 1992.
| Squadra 1        | Totale      | Squadra 2    | Andata | Ritorno |
| ---------------- | ----------- | ------------ | ------ | ------- |
| CSA              | 2-7         | Sport Recife | 1-3    | 0-4     |
| Fluminense       | 5-1         | Criciúma     | 2-1    | 3-0     |
| Athl. Paranaense | 1-4         | Palmeiras    | 0-1    | 1-3     |
| Internacional    | 2-2 3-0 dcr | Grêmio       | 1-1    | 1-1     |

### Semifinali
Andata 24 e 27 novembre 1992, ritorno 1º e 8 dicembre 1992.
| Squadra 1  | Totale | Squadra 2     | Andata | Ritorno |
| ---------- | ------ | ------------- | ------ | ------- |
| Fluminense | 3-2    | Sport Recife  | 2-1    | 1-1     |
| Palmeiras  | 1-4    | Internacional | 0-2    | 1-2     |

### Finale

#### Andata
| Arbitro: | Rezende de Freitas |

| |            | |
| Vágner 23’ Ézio 70’ | Marcatori  | 52’ Caíco |
| · Jéfferson P · Zé Teodoro D · Vica D · Souza D · Sandro D · Lira D · Anderson C · Julinho C · Rogerinho C · Sérgio Manoel C · Vágner A · Paulo Alexandre C · Ézio A | Formazioni | · P Fernández · D Célio Lino · D Célio Silva · D Pinga · D Ricardo · C Anderson · C Élson · C Marquinhos · C Silas · A Maurício · A Gérson · A Luciano Souza · A Caíco |
| Sérgio Cosme | Allenatori | Antônio Lopes |

#### Ritorno
| Arbitro: | de Oliveira |

| |            | |
| Célio Silva 43’ (rig.) | Marcatori  | |
| · Fernández P · Célio Lino D · Célio Silva D · Pinga D · Daniel Franco D · Ricardo C · Élson C · Luciano Souza A · Marquinhos C · Maurício A · Gérson A · Nando A · Caíco A | Formazioni | · P Jéfferson · D Zé Teodoro 88’ · D Vica · D Sandro · D Carlinhos Itaberá · D Souza · D Lira · C Pires · C Bobô · C Sérgio Manoel · A Vágner · A Ézio |
| Antônio Lopes | Allenatori | Sérgio Cosme |

Internacional vincitore della Coppa del Brasile 1992 e qualificato per la Coppa Libertadores 1993.

## Classifica marcatori
| Pos. | Giocatore     | Squadra          | Gol |
| ---- | ------------- | ---------------- | --- |
| 1    | Gérson        | Internacional    | 9   |
| 2    | Vágner        | Fluminense       | 5   |
| 3    | Caio          | Grêmio           | 4   |
| 3    | Evair         | Palmeiras        | 4   |
| 3    | Ézio          | Fluminense       | 4   |
| 3    | Hélio         | Sport Recife     | 4   |
| 3    | Marco Antonio | Athl. Paranaense | 4   |
| 3    | Rinaldo       | Sport Recife     | 4   |